# Галанин, Алексей Дмитриевич
Алексей Дмитриевич Галанин (17 августа 1916, Москва — 1999) — советский и российский физик-теоретик, доктор физико-математических наук (1956), профессор (1977), лауреат Сталинской премии.

## Биография
Родился 17 августа 1916 года в Москве, брат М. Д. Галанина. Окончил физический факультет МГУ (1940).
Участник войны, в 1941—1945 годах служил в отдельном артиллерийском дивизионе береговой обороны Балтийского флота и разведывательном отделении штаба 1-й гвардейской морской ЖДА Красносельской бригады, гвардии старший лейтенант.
Работал в теоретическом отделе Института теоретической и экспериментальной физики, последняя должность — главный научный сотрудник.
Доктор физико-математических наук (1956). Тема докторской диссертации «Исследования по квантовой теории поля». В качестве диссертации была представлена серия работ по квантовой теории поля, выполненных Галаниным за период 1949–1956 гг.
Профессор (1977).
Один из основоположников общей теории ядерных реакторов.

## Научные труды

### Монографии
- Теория ядерных реакторов на тепловых нейтронах. — Москва : Атомиздат, 1957. — 359 с., 1 л. номогр. : черт.; 23 см.
  - Теория ядерных реакторов на тепловых нейтронах. — [2-е изд., испр. и доп.]. — Москва : Атомиздат, 1959. — 383 с. : черт.; 23 см.
  - Theorie der thermischen Kernreaktoren / Von A. D. Galanin ; Deutsch. Übers. B. Kozik u. a. — Leipzig : Teubner, 1959. — XII, 382 с. : ил.; 22 см.
  - Termikus reaktorok elmélete / A. D. Galanyin ; Ford.: Diós István és Szeghő László. — Budapest : Műszaki könyvkiadó, 1962. — 352 с. : ил.; 24 см.
- Теория гетерогенного реактора / А. Д. Галанин. — Москва : Атомиздат, 1971. — 247 с. : ил. ; 21 см.
- Введение в теорию ядерных реакторов на тепловых нейтронах : [Учеб. пособие для инж.-физ. спец. вузов] / А. Д. Галанин. — М. : Энергоатомиздат, 1984. — 416 с. : ил.; 22 см.
  - Введение в теорию ядерных реакторов на тепловых нейтронах / А. Д. Галанин. — 2-е изд., перераб. и доп. — М. : Энергоатомиздат, 1990. — 534,[1] с. : ил.; 21 см; ISBN 5-283-03858-0.
- Физический расчёт тяжеловодного реактора для трансмутации продуктов деления / А. Д. Галанин, В. М. Михайлов, Л. А. Мырцымова. — М. : ИТЭФ, 1991-. — 29 см. 
  - Ч. 1: Начальное состояние реактора. — М. : ИТЭФ, 1991. — 33 стб. : ил.
  - Ч. 2: Горение мишеней. — М. : ИТЭФ, 1992. — 39 стб. : схем.

### Статьи
- Галанин А. Д. Флюктуации плотности в идеальном газе Бозе — Эйнштейна // ЖЭТФ. — 1940. — Т. 10, вып. 11. — С. 1267—1282.
- Furssov W., Belenky S., Galanin A. Dichteschwankungen und Lichtzerstreuung im Bose-Einstein- und Fermi-Dirac-Gas (нем.) // Journal of Physics (USSR). — 1941. — Vol. 4, no. 4. — P. 349—356.
- Galanin A. D. Die Bewegung des Mesons im homogenen magnetischen Feld (нем.) // Journal of Physics (USSR). — 1942. — Vol. 6, no. 1—2. — P. 27—34.
- Galanin A. D. Untersuchung der Eigenschaften des Elektronen- und Mesonenspins in der klassischen Näherung (нем.) // Journal of Physics (USSR). — 1942. — Vol. 6, no. 1—2. — P. 35—47.
- Галанин А. Д. Об обратном процессе Оппенгеймера — Филиппса // ЖЭТФ. — 1948. — Т. 18, вып. 6. — С. 559—561.
- Галанин А. Д. Рассеяние света почти идеальным газом Бозе — Эйнштейна // ЖЭТФ. — 1949. — Т. 19, вып. 2. — С. 175—177.
- Галанин А. Д. Радиационные поправки к уравнению Дирака // ЖЭТФ. — 1949. — Т. 19, вып. 6. — С. 521—534.
- Галанин А. Д. Радиационные поправки в квантовой электродинамике // ДАН СССР. — 1951. — Т. 79, № 2. — С. 229—232.
- Галанин А. Д., Померанчук И. Я. О спектре μ-мезоводорода // ДАН СССР. — 1952. — Т. 86, № 2. — С. 251—253.
- Галанин А. Д. Радиационные поправки в квантовой электродинамике. I // ЖЭТФ. — 1952. — Т. 22, вып. 4. — С. 448—461.
- Галанин А. Д. Радиационные поправки в квантовой электродинамике. II // ЖЭТФ. — 1952. — Т. 22, вып. 4. — С. 462—470.
- Галанин А. Д. Релятивистское уравнение взаимодействующих частиц // ЖЭТФ. — 1952. — Т. 23, вып. 5. — С. 488—492.
- Абрикосов А. А., Галанин А. Д., Халатников И. М. Функции Грина в теории мезонов со слабой псевдоскалярной связью // ДАН СССР. — 1954. — Т. 97, № 5. — С. 793—796.
- Галанин А. Д., Иоффе Б. Л., Померанчук И. Я. Перенормировка массы и заряда в ковариантных уравнениях квантовой теории поля // ДАН СССР. — 1954. — Т. 98, № 3. — С. 361—364.
- Галанин А. Д. О параметре разложения в псевдоскалярной мезонной теории с псевдоскалярной связью // ЖЭТФ. — 1954. — Т. 26, вып. 4. — С. 417—422.
- Галанин А. Д. Некоторые замечания о расходимостях в теории псевдоскалярного мезона с псевдовекторной связью // ЖЭТФ. — 1954. — Т. 26, вып. 4. — С. 423—429.
- Галанин А. Д., Соловьев В. Г. Радиационная поправка к времени жизни π0-мезона // ЖЭТФ. — 1954. — Т. 27, вып. 1. — С. 112—114.
- Галанин А. Д., Иоффе Б. Л., Померанчук И. Я. Об асимптотике функций Грина нуклона и мезона в псевдоскалярной теории со слабым взаимодействием // ЖЭТФ. — 1955. — Т. 29, № 1. — С. 51—63.
- Берестецкий В. Б., Галанин А. Д. Вводная статья // Проблемы современной физики. — 1955. — № 3. Квантовая теория поля. — С. 5—27.

## Награды и премии
Лауреат Сталинской премии (1953) — за расчётные и экспериментальные работы по созданию атомного котла. 
Награждён двумя орденами Красной Звезды (27.01.1944, 28.05.1945), орденами Отечественной войны I (06.11.1985) и II (10.08.1944) степени, Ленина и Октябрьской Революции, 
медалями «За оборону Ленинграда» (22.12.1942), «За взятие Кёнигсберга» (09.06.1945), «За победу над Германией в Великой Отечественной войне 1941—1945 гг.» (09.05.1945).

## Семья
- Жена — Ирина Владимировна Литкенс (1919-1999), 
  - приемный сын — Александр (31.03.1951-11.01.2014).